# Hugo Debaere
 (décembre 2020).
Hugo Debaere est un artiste belge, né en 1958 à Gand et mort en 1994 à Gand. Il est connu dans le milieu artistique pour la peinture, la sculpture, la photographie, le néon, la vidéo, le dessin, la gravure, l'installation et la performance.

## Parcours
Hugo Debaere étudie à l'Institut d'art secondaire (SSKI, fondée au début des années 1970 et dissoute à la fin de cette décennie) de Gand. En raison du développement artistique et culturel général du cycle secondaire, Debaere a eu des difficultés à s'intégrer dans le cycle supérieur.
Malgré ses trois ans de formation artistique, classique et contemporaine, il reste considéré comme largement autodidacte[source secondaire souhaitée].
Debaere a été professeur invité à l'Institut Saint-Luc de Bruxelles, mais aussi à Wiesbaden, où il a collaboré avec un de ses anciens professeurs devenu son ami, l'artiste Danny Matthys (en). Ils sont des « artistes en résidence » dans le jardin zoologique local. Debaere découvre alors pour la première fois l’utilisation d’excréments d’éléphants.
Debaere a laissé après sa mort en 1994 un héritage artistique qui est situé principalement à Gand au Musée municipal d’art actuel (SMAK). Il est mort seulement 15 ans après sa première exposition. Sa cérémonie funéraire se déroule peu de temps après son décès, et elle recueille une participation importante de personnes touchées par sa disparition. En 1995, Jan Hoet, conservateur d’origine belge (de Chambres d'amis, Documenta à Cassel et Over the Edges) réalise une première exposition au Musée d'art contemporain de Gand, en l'honneur d'Hugo Debaere.